# Archaeochlus biko
Archaeochlus biko är en tvåvingeart som beskrevs av Cranston, Edward och Donald Henry Colless 1987. Archaeochlus biko ingår i släktet Archaeochlus och familjen fjädermyggor.
Artens utbredningsområde är Namibia. Inga underarter finns listade i Catalogue of Life.